# دوماگوی آنتولیچ
دوماگوی آنتولیچ (کرواتی: Domagoj Antolić؛ زادهٔ ۳۰ ژوئن ۱۹۹۰) بازیکن فوتبال اهل کرواسی است.
از باشگاه‌هایی که در آن بازی کرده‌است می‌توان به باشگاه فوتبال لگیا ورشو، باشگاه فوتبال دینامو زاگرب، و باشگاه فوتبال لوکوموتیو زاگرب اشاره کرد.
وی همچنین در تیم‌های ملی فوتبال زیر ۲۰ سال کرواسی، زیر ۲۱ سال کرواسی، و کرواسی بازی کرده‌است.